# Briceni
Briceni es una localidad de Moldavia, centro administrativo del distrito (Raión) homónimo.
Se encuentra a una altitud de 219 m sobre el nivel del mar. 
Se sitúa al noreste del raión, en la frontera con Ucrania.
Es famosa por albergar el cementerio judío de Briceni.

## Demografía
Según censo 2014 contaba con una población de 7 314 habitantes.